# Antequera (Bohol)
Antequera is een gemeente in de Filipijnse provincie Bohol op het gelijknamige eiland. Bij de census van 2015 telde de gemeente ruim 14 duizend inwoners.

## Geografie

### Bestuurlijke indeling
Antequera is onderverdeeld in de volgende 21 barangays:
| - Angilan - Bantolinao - Bicahan - Bitaugan - Bungahan - Canlaas - Cansibuan - Can-omay - Celing - Danao - Danicop | - Mag-aso - Poblacion - Quinapon-an - Santo Rosario - Tabuan - Tagubaas - Tupas - Ubojan - Viga - Villa Aurora |

## Demografie
Antequera  had bij de census van 2015 een inwoneraantal van 14.425 mensen. Dit waren 56 mensen (0,4%) minder dan bij de vorige census van 2010. Ten opzichte van de census van 2000 was het aantal inwoners gegroeid met 667 mensen (4,8%). De gemiddelde jaarlijkse groei in die periode kwam daarmee uit op 0,31%, hetgeen lager was dan het landelijk jaarlijks gemiddelde over deze periode (1,84%).

De bevolkingsdichtheid van Antequera  was ten tijde van de laatste census, met 14.425 inwoners op 118,6 km², 121,6 mensen per km².
|  |  |